# John Irving

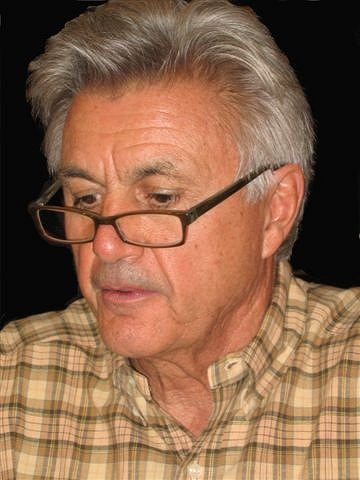
John Irving a Varsòvia (Polònia), el 2006.

John Winslow Irving (Exeter, Nou Hampshire, 2 de març de 1942 com a John Wallace Blunt, Jr.) és un escriptor estatunidenc, autor de nombrosos bestsellers i guionista guanyador d'un Oscar.

## Biografia
Va estudiar literatura anglesa a la Universitat de New Hampshire i el 1963 es va traslladar a Viena, on va passar dos anys en l'Institut d'Estudis Europeus. Entre 1965 i 1967 va escriure la seva primera novel·la, Setting Free the Bears, a la que seguiria The Water-Method Man, però amb l'aparició de The World According to Garp (1976) va aconseguir l'èxit i la fama tant als Estats Units com en les múltiples llengües a les quals va ser traduïda. Des de llavors, la crítica i el públic han aclamat a l'uníson cadascuna de les seves següents obres: The Hotel New Hampshire; The Cider House Rules; A Prayer for Owen Meany; A Son of the Circus i, especialment, A Widow for One Year. Irving ha recreat així mateix les seves experiències personals amb l'escriptura i el cinema en dos volums, The Imaginary Girlfriend i My Movie Business. Autor de The Fourth Hand (2002).
Diversos llibres de Irving, així com moltes històries curtes que ha escrit han tingut com a escenari la Phillips Exeter Academy d'Exeter (Nou Hampshire), on Irving va créixer com el fill d'un professor de la Universitat d'Exeter, Colin F.N. Irving (1941), i nebot d'un altre, H. Hamilton "Hammy" Bissell (1929). Tant Irving com Bissell, i altres membres de la comunitat de Exeter, apareixen disfressats d'alguna manera en diverses de les seves novel·les.
Irving va estar al programa de lluita d'Exeter sota l'entrenador Ted Seabrooke; la lluita té un lloc prominent en molts dels seus llibres.
També va guanyar l'Oscar al millor guió adaptat l'any 2000 pel seu guió de The Cider House Rules.
La pel·lícula Simon Birch està basada en la seva obra& A Prayer for Owen Meany. Així mateix, Una dona difícil, amb Kim Basinger i Jeff Bridges, és un guió adaptat de la seva novel·la A Widow for One Year.

## Obra
- Setting Free the Bears, 1968, novel·la
- The Water-Method Man, 1972, novel·la
- The 158-Pound Marriage, 1974, novel·la
- The World According to Garp, 1978, novel·la. Traduït al català per Núria Roig Giménez com a El món segons Garp (Edicions 62, 2014, Plantilla:Ibn).[1]
- The Hotel New Hampshire, 1981, novel·la
- The Cider House Rules, 1985, novel·la
- A Prayer for Owen Meany, 1989, novel·la
- A Son of the Circus, 1994, novel·la
- The Imaginary Girlfriend, 1995, no-ficció
- Trying to Save Piggy Sneed, 1996, col·lecció de dotze obres curtes dels gèneres de memòries, ficció i homenatge.
- A Widow for One Year, 1998, novel·la. Traduït al català com a Una dona difícil (Edicions 62).[1]
- My Movie Business, 1999, no-ficció
- The Cider House Rules: A Screenplay, 1999, guió cinematogràfic. Oscar al millor guió adaptat.
- The Fourth Hand, 2001, novel·la. Traduït al català com a La quarta mà (Edicions 62).[1]
- A Sound Like Someone Trying Not to Make a Sound, 2004, llibre infantil
- Until I Find You, 2005, novel·la. Traduït al català com a Fins que et trobi (Edicions 62).[1]
- Last Night in Twisted River, 2009, novel·la. Traduït al català com a L'última nit a Twisted River (Edicions 62).[1]
- In One Person, 2012, novel·la. Traduït al català com a En una sola persona (Edicions 62).[1]
- Avenue of Mysteries, 2016, novel·la. Traduït al català per Albert Nolla Cabellos com a L'avinguda dels misteris (Edicions 62, 2018, ISBN 9788417031190).
- The Last Chairlift, 2022, novel·la. Traduït al català per Imma Estany Morros com a L'últim telecadira (Edicions 62, 2023 ISBN 9788429781304).

## Adaptacions cinematogràfiques
- El món segons Garp (1982), dirigida per George Roy Hill.
- L'hotel New Hampshire (1984), dirigida per Tony Richardson.
- Simon Birch (1998), basada en la novel·la A Prayer for Owen Meany, dirigida per Mark Steven Johnson
- The Cider House Rules (1999), dirigida per Lasse Hallström.
- Una dona difícil (2004), dirigida per Tod Williams.